# Antonio Gómez Cantero

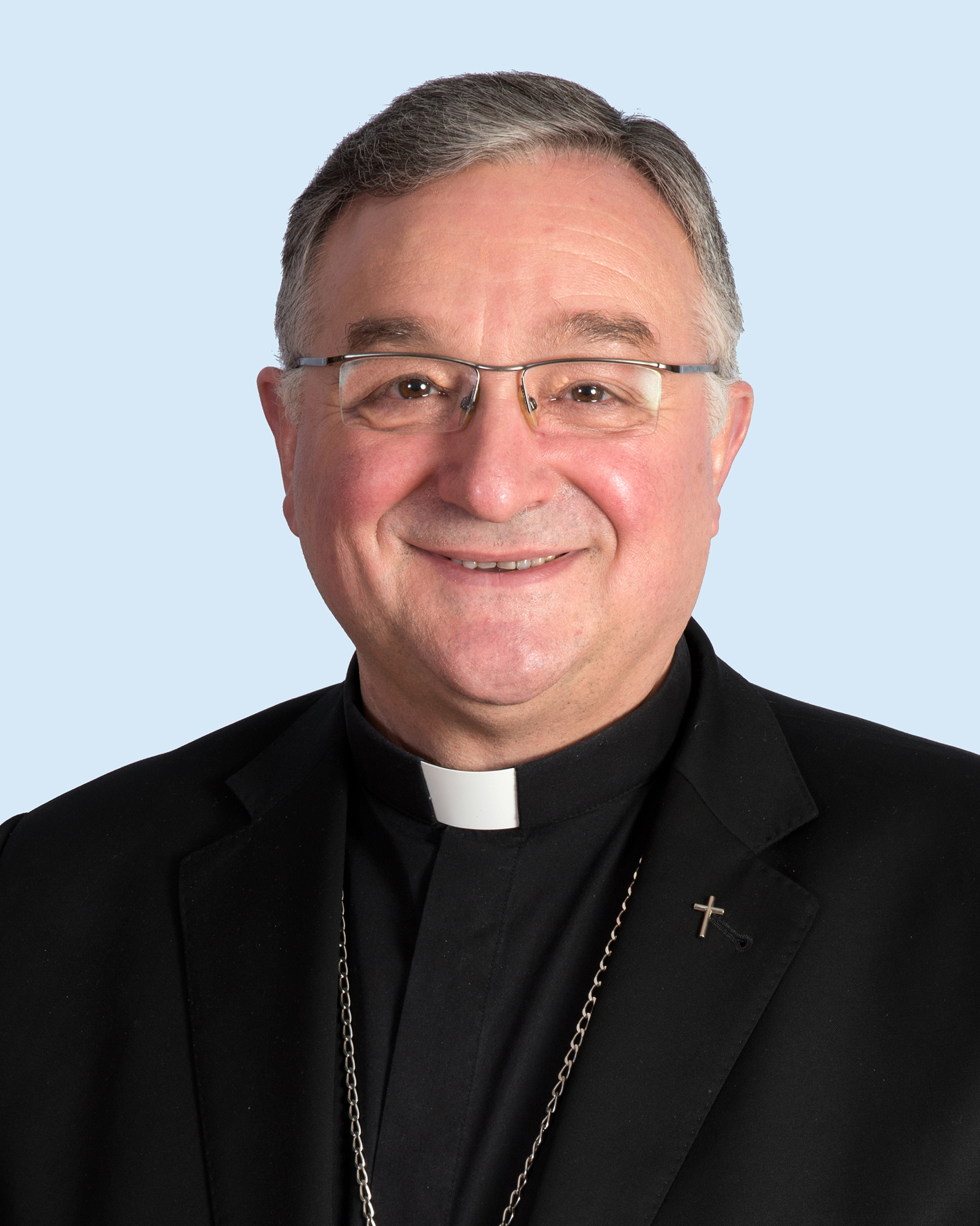
Antonio Gómez Cantero

Antonio Gómez Cantero (* 31. Mai 1956 in Quijas, Kantabrien) ist ein spanischer Geistlicher und römisch-katholischer Bischof von Almería.

## Leben
Antonio Gómez Cantero empfing am 17. Mai 1981 die Priesterweihe für das Bistum Palencia.
Am 17. November 2016 ernannte ihn Papst Franziskus zum Bischof von Teruel y Albarracín. Die Bischofsweihe spendete ihm der Erzbischof von Saragossa, Vicente Jiménez Zamora, am 21. Januar des folgenden Jahres. Mitkonsekratoren waren der Erzbischof von Valladolid, Ricardo Kardinal Blázquez Pérez, und der Apostolische Nuntius in Spanien, Erzbischof Renzo Fratini.
Am 8. Januar 2021 ernannte ihn Papst Franziskus zum Koadjutorbischof von Almería. Die Amtseinführung fand am 13. März desselben Jahres statt.
Mit dem Rücktritt von Adolfo González Montes am 30. November 2021 trat er dessen Nachfolge als Bischof von Almería an.